# Josef Aurnhammer von Aurnstein
Josef Aurnhammer von Aurnstein, avstrijski admiral, * 3. januar 1827, † 3. julij 1872.

## Pregled vojaške kariere
Napredovanja
- admiral: 29. oktober 1871 (z dnem 3. novembrom 1871)